# Geheimbund Schwarze Legion
Geheimbund Schwarze Legion (Originaltitel: Black Legion/The Black Legion) ist ein US-amerikanisches Filmdrama des Regisseurs Archie Mayo aus dem Jahr 1937 mit Humphrey Bogart in der Hauptrolle und Dick Foran, Erin O’Brien-Moore und Ann Sheridan in tragenden Rollen. Das Drehbuch basiert auf einer Erzählung von Robert Lord, der den Film auch produzierte. Der Film erzählt eine fiktive Geschichte eines Mitgliedes der Schwarzen Legion, die es in den USA als Splittergruppe des Ku-Klux-Klans in den 1930er Jahren wirklich gegeben hat. Die Handlung basiert lose auf der Entführung und Ermordung von Charles A. Poole, einem Organisator der Works Progress Administration, in Detroit im Mai 1935.
Der Film, der von Kritikern für seine Dramatisierung eines dunklen sozialen Phänomens gelobt wurde, war einer von mehreren Filmen dieser Zeit, die sich gegen faschistische und rassistische Organisationen richteten.

## Handlung
In einer Fabrik im amerikanischen Mittelwesten ist die Stelle des Vorarbeiters vakant. Die meisten Arbeiter glauben, dass der erfahrene Frank Taylor die Stellung bekommen wird. Frank und seine Familie feiern am Abend den Aufstieg. Doch am nächsten Morgen erfährt Frank, dass die Direktion Joe Dombrowski zum Vorarbeiter ernannt hat.
Franks Kollege Cliff Summers sieht den Ärger und die Verbitterung, die diese Entscheidung gegen ihn in Frank ausgelöst hat. Da Dombrowski ein polnischer Einwanderer ist, schlägt Summers vor, dass sich Frank der „Schwarzen Legion“ anschließt, die das Ziel hat, alle Ausländer aus dem Land zu jagen. Bei der ersten Aktion wird Dombrowskis Hühnerfarm niedergebrannt und die Familie aus der Stadt gejagt. Nun wird Frank zum Vorarbeiter. Die Gründer der Legion zwingen ihn aber dazu, mehr Zeit für ihre Ziele aufzubringen und junge Leute als Mitglieder zu rekrutieren. Dieser Konflikt führt dazu, dass Frank seine Stellung als Vorarbeiter an seinen irischstämmigen Nachbarn Mike Grogan verliert.
In der Nacht greift die Legion Grogan an. Der Arbeiter Ed Jackson, der Grogans Tochter Betty geheiratet hat, verdächtigt Frank, mit der Sache zu tun zu haben. Er spricht mit Franks Frau Ruth, die ihren Mann mit den Vorwürfen konfrontiert. Frank reagiert zornig, Ruth verlässt ihren Mann. Frank ergibt sich dem Alkohol und verliert seine Arbeit. Er lernt Pearl Davis kennen, die einen schlechten Ruf hat.
Als Ed droht, die Polizei einzuschalten, wird er zum nächsten Ziel der Legion. Ed hat keine Angst, wird jedoch von Frank, der in Panik gerät, erschossen. Frank wird festgenommen. Ruth, die in ihr Elternhaus zurückgekehrt war, kommt zu ihrem Mann zurück, um ihm beizustehen. Der von der Legion beauftragte Anwalt, bedroht Franks Frau und dessen Sohn, um ihn dazu zu bringen, die alleinige Schuld für alles, was vorgefallenist, auf sich zu nehmen. Doch Frank deckt die gesamte Verschwörung auf. Alle Mitglieder der Legion werden verhaftet und des Mordes an Ed angeklagt.

## Produktion

### Hintergrundinformationen
Die dem Film zugrunde liegende Erzählung wurde durch den Mord an einem Mitarbeiter der Works Progress Administration in Michigan im Jahre 1935 inspiriert. Sie basiert auf der Entführung und Ermordung des Works Progress Administration-Organisators Charles A. Poole im Mai 1935 in Detroit. Zwölf Männer wurden vor Gericht gestellt und elf des Mordes für schuldig befunden und zu lebenslanger Haft verurteilt. Weitere 37 Männer wurden wegen verwandter Verbrechen angeklagt, verurteilt und inhaftiert, was zur Auflösung der Legion führte. Im Film gezeigte Einzelheiten über die Legion, etwa der Aufnahmeeid und die Geständnisse in den Gerichtsszenen, basierten auf bekannten Tatsachen. Warner Bros. hat allerdings einige Aspekte der politischen Aktivitäten der Legion heruntergespielt, um rechtliche Konsequenzen zu vermeiden. Der Ku Klux Klan verklagte Warner Bros. jedoch wegen Patentverletzung bei der Verwendung des patentierten Klan-Abzeichens, einem weißen Kreuz auf rotem Hintergrund mit einem schwarzen Quadrat. Der Richter folgte jedoch den Ausführungen von Warner Bros. Die Klage wurde abgewiesen. Columbia Pictures hatte zuvor Legion of Terror (1936) basierend auf demselben Fall gedreht.
Bogart hatte bereits mit dem Film Der versteinerte Wald von 1936 für Aufsehen gesorgt, doch unternahm Warner Bros. nicht die geringste Anstrengung, ihn oder den Film besonders zu promoten, und so musste sein wahrer Ruhm bis zu dem Kriminalfilm Entscheidung in der Sierra im Jahr 1941 warten. Paul Tatara stellte bei Turner Classic Movies fest, dass Warner Bros seinerzeit für seine schlagzeilenträchtigen Filme bekannt gewesen und Black Legion ein Paradebeispiel für die Fähigkeit des Studios gewesen sei, das Eisen zu schmieden, solange es heiß gewesen sei. Dem Studio sei durchaus bewusst gewesen, dass es sich Ärger mit diesem Film einhandeln könnte, da es seinerzeit tatsächlich eine weiße Rassenorganisation namens „Black Legion“ gab, deren Geschichte außergewöhnlich schmutzig gewesen sei und von Entführungen über Lynchjustiz bis hin zu Mord und eine Reihe anderer Gräueltaten gereicht habe. Damalige Zeitungen enthüllten, dass der Bezirksstaatsanwalt von Detroit in einige der Aktivitäten der Legion verwickelt gewesen sei und trotz dieses Wissen in sein Amt wiedergewählt worden sei. Warner Bros. habe sich zumindest gezwungen gesehen, Einzelheiten darüber, wie die Legion ihr Geld verdiente, abzuschwächen. Leider sei der Film trotz seiner dramatischen Wirkung, der Anerkennung der Kritiker und Bogarts herausragender Leistung nicht anders beworben worden als jeder andere Fließbandfilm von Warner Bros. Erst mehrere Jahre später sei Bogart zum Superstar geworden, nämlich als er 1941 in Raoul Walshs High Sierra aufgetreten sei und bis heute zähle er zu den amerikanischen Filmikonen.
Der ausführende Produzent Hal B. Wallis wollte eigentlich Edward G. Robinson für die Hauptrolle, doch fand Produzent Robert Lord, dass der rumänisch-amerikanische Schauspieler Robinson zu fremdländisch aussehe, weshalb er einen deutlich mehr amerikanisch aussehenden Schauspieler für die Rolle haben wollte. Robinson war in den 1930er und 1940er Jahren ein unverblümter öffentlicher Kritiker des Faschismus und der Nazis. Der liberaldemokratische Schauspieler Bogart organisierte im September 1947 das Committee for the First Amendment (eine Delegation nach Washington D.C.), um sich gegen die Schikanen gegenüber Hollywood-Drehbuchautoren und Schauspielern durch das Komitee für unamerikanische Umtriebe zu wenden. Laureen Bacall sagte über Bogart, er sei jemand, der an etwas geglaubt habe. Der Schauspieler Clifford Soubier, der im Film Mike Grogan spielt, war ein NBC-Kommentator, der von Chicago aus arbeitete. Im Abspann wird Helen Flints Rolle als „Pearl Davis“ aufgeführt, aber einige zeitgenössische Kritiken nennen sie „Danvers“, den Namen, mit dem sie auch im Film genannt wird. Im Abspann und in zeitgenössischen Kritiken wird Joseph Sawyers Figur „Cliff Moore“ genannt, im Film jedoch heißt er „Cliff Summers“. Die Gesamtkosten des Films lagen bei 235.000 Dollar.
Gedreht wurde an Originalschauplätzen in verschiedenen Häusern Hollywoods, der Providencia Ranch in den Hollywood Hills und der Warner Ranch in Calabasas. Die Dreharbeiten begannen Ende August 1936. Für die Spezialeffekte im Film waren Fred Jackman Jr. und Hans F. Koenekamp verantwortlich. Nach Abschluss der Produktion führte Michael Curtiz, der nicht im Abspann genannt wird, Regie bei einigen zusätzlichen Szenen für den Film.

### Soundtrack
- The Lady in Red, Musik: Allie Wrubel; gepfiffen unter anderem von Humphrey Bogart
- Fair and Warmer, Musik: Harry Warren; wird gespielt, als Frank Taylor zuhause das Radio einschaltet
- I’ve Been Working on the Railroad, traditionelle Weise; gesungen A capella von Helen Flint und Humphrey Bogart
- Fancy Meeting You, Musik: Harold Arlen; gespielt im Radio

### Budget, Veröffentlichung
Das Budget der Warner-Produktion lag bei ca. 235.000 US-Dollar.
Zunächst wurde der Film in mehreren Ländern, hauptsächlich in Europa, verboten oder zensiert, so wurde er seinerzeit verboten in Österreich, der Schweiz, Zypern, Finnland, Trinidad und Frankreich (veröffentlicht am 22. September 1937) und in Großbritannien (veröffentlicht am 1. März 1937 in London) und Australien (veröffentlicht am 18. Juni 1937) streng zensiert. Seine Uraufführung fand am 17. Januar 1937 in New York statt, bevor der Film am 30. Januar 1937 allgemein in die amerikanischen Kinos kam. Am 12. September 1957 hatte der Film Premiere in Fernsehen in Sacramento in Kalifornien. Veröffentlicht wurde er zudem in Mexiko, Schweden, Kroatien, Dänemark, Slowenien, in der Türkei und 1953 in der Sowjetunion, in Argentinien, später auch in Österreich unter dem Titel Geheimbund Schwarze Legion, in Belgien, Brasilien, Kanada, Ecuador, Griechenland, Ungarn, Italien, Japan, Polen, Portugal, Spanien und in Jugoslawien.
In Deutschland wurde der Film erstmals am 29. August 1964 im Programm der ARD gezeigt. Die SchröderMedia Handels GmbH gab ihn am 7. Juni 2018 mit einer deutschen Tonspur auf DVD heraus.

## Rezeption

### Kritik
Frank S. Nugent von der New York Times hob hervor, dass es gut sei, dass die Leinwand nichts von ihrer Macht der Empörung verloren habe. Der Film sei ein filmischer Leitartikel, wie man ihn sich besser nicht wünschen könne: direkt, kompromisslos und unbarmherzig. Nugent lobte die Regie, das Drehbuch, die Darbietungen und die starken Themen, die der Film enthalte und nannte ihn Kino vom Feinsten.
Graham Greene gab dem Film 1937 in Night and Day eine gute Bewertung und bezeichnete ihn als intelligenten und spannenden, wenn auch eher ernsthaften Film. Greene lobte Bogarts schauspielerische Leistung und bemerkte, dass die Intelligenz des Films von der Aufmerksamkeit herrühre, die der Regisseur, den Horrormomenten einräume.
Alan G. Barbour schrieb in seiner Biografie über Bogart, dass Black Legion „ein Kinofilm 1. Klasse“ sei, der dem Schauspieler „die erste Chance seit The Petrified Forest“ gegeben habe, „wieder einmal eine Rolle von echter Dimension zu spielen.“ Der Film sei ein „kompromißloses, brutales Porträt der rücksichtslosen Erbarmungslosigkeit, die von einem Vigilanten-Mob in Aktion ausgeübt“ werde. Er stelle „gewissermaßen eine Parallele zu dokumentarischem Beweismaterial über eine Vigilantengruppe dar; die 1935 und 1936 den Mittelwesten Amerikas terrorisiert“ habe. Bogart habe „als Darsteller eine ungemein schwierige Aufgabe zu meistern.“ Seine Rolle sei „in kleinem so etwas wie der Vorläufer für andere Rollen, bei denen Bogart dann geistigen Verfall demonstrieren“ müsse und „die er in The Treasure of the Sierra Madre und The Caine Mutiny zu höchster Perfektion entwickelt“ habe. Bogart interpretiere „das Drehbuch von Abem Finkel und William Wister Haines in geradezu beispielhafter Weise, indem er sich von einem stillen, liebevollen Familienvater zu einem verzweifelten menschlichen Wesen“ wandele.
Im Film-Progamm der Kinoszene Nr. 185 wurde der Film folgendermaßen gelobt: „Archie Mayo verfilmte hier kraftvoll und anklagend tatsächliche Vorfälle aus den dreißiger Jahren. Leider muss man gestehen, dass der Rassenhass noch heute zu beobachten ist und dieses Thema nach wie vor aktuell bleibt.“
Paul Tatara befasste sich bei Turner Classic Movies mit dem Film und meinte, dass Gelegenheitsfans von Humphrey Bogart wahrscheinlich wüssten, dass er in seinen früheren Filmrollen oft Bösewichte gespielt habe. Auf die knallharte Hässlichkeit in diesem Warner-Bros.-Kriminaldrama, das kein Blatt vor den Mund nehme, seien sie aber vielleicht nicht vorbereitet. Die Verwandlung des Protagonisten in einen brutalen Rassisten sei schockierend und wirklich beunruhigend, vor allem weil man dabei zusehe, was in diesem Fall wahrscheinlich noch wichtiger sei, wie sie Humphrey Bogart passiere. Der Niedergang der von ihm gespielten Figur sei schließlich allumfassend und das Studio habe, was ihm hoch anzurechnen sei, kein unglaubwürdiges Happy End angehängt. In Anbetracht der damaligen Zeit, sei dies kein typischer Eskapismusfilm gewesen. Tatara führte weiter aus, dass seinerzeit mehrere Kritiker die Meinung vertreten hätten, dass Black Legion Bogart endgültig zu einem großen Star machen würde. Warner Bros sei jedoch zu sehr damit beschäftigt gewesen, knallharte Genrefilme zu produzieren, als sich um die Förderung eines weiteren möglichen Stars zu kümmern. Karrieremanagement sei nie die Stärke des Studios gewesen, wie auch der legendäre Misserfolg von Bette Davis und James Cagney gezeigt habe, die trotz ihrer Starqualitäten immer wieder minderwertiges Material erhalten hätten.
Jeremy Arnold stellte bei Turner Classic Movies fest, dass die Rolle von Humphrey Bogart in diesem knallharten Film eine seiner interessantesten und herausforderndsten in den 1930er Jahren gewesen sei, der nur ein Jahr zuvor seinen großen Durchbruch mit seiner fesselnden Darstellung als Duke Mantee in The Petrified Forest gehabt habe. Hier habe er zwar eine weniger spektakuläre Rolle, könne aber eine vielschichtigere Dar.stellung eines depressiven Fabrikarbeiters liefern. Im Film kämen beängstigende und eindringliche Szenen vor, zudem sei er als Ganzes absolut fesselnd, was auch erkläre, warum Robert Lord eine Oscar-Nominierung für die beste Originalgeschichte erhalten habe. Noch beeindruckender sei die Art und Weise, wie Regisseur Archie Mayo und sein Studioeditor eine rein visuelle ‚zweite‘ Geschichte in die Gerichtssequenz eingeflochten hätten, nämlich die von Taylor und seiner Frau. Nur durch Kamerabewegungen, Nahaufnahmen und gut getimte Schnitte, während Taylor, der Anwalt und der Richter Dialoge über den Fall führten, erkenne der Zuschauer, dass es in Wirklichkeit um die Verzweiflung von Taylors Frau gehe, um Taylors Selbsthass, weil er auf der Anklagebank lügen müsse, um seinen Wunsch, die Wahrheit zu sagen und ihr gegenüber das Richtige zu tun, und so weiter; sie kommunizierten im Wesentlichen mit filmischen Mitteln miteinander (und mit uns), bis hin zur kraftvollen Ausblende. Es sei die Art des einfachen Geschichtenerzählens, die man in Filmen nur noch zu selten sehe und die früher selbst in gewöhnlichen Studioprodukten wie diesem ein normaler Bestandteil des Filmemachens gewesens sei. Auch Erin O’Brien-Moore verdiene Anerkennung dafür, dass diese Sequenz als Bogarts Frau funktioniere. Erstaunlich an dem Film sei auch, wie bizarr relevant seine Darstellung von Fremdenfeindlichkeit für das heutige Amerika sei.
Derek Winnert sprach in seiner Kritik von einem mutigen, raffinierten und noch immer aktuellen Sozialdrama. Regisseur Mayo erzähle diese schlagkräftige, sozialkritische und besorgte Geschichte auf eine lobenswert direkte und eindringliche Weise in einem ungewöhnlichen, sehr lohnenden Film. Und es sei eine ungewöhnliche, sehr lohnende Starrolle für einen Bogart, der noch nicht zum harten Kerl geworden war. Der Film, dessen Produzent Robert Lord 1938 für einen Oscar in der Kategorie „Beste Originalgeschichte“ nominiert worden sei, greife mutig den amerikanischen Rassenhass und die Arbeitsprobleme der Depressionszeit direkt auf, obwohl seine Themen universell und zeitlos seien. Black Legion sei einer von mehreren Filmen dieser Zeit gewesen, die sich gegen die faschistischen und rassistischen Organisationen richteten, die Einwanderer, Katholiken, Juden, Asiaten und Schwarze angegriffen hätten. Robert Lord erschaffe eine fiktionale Version der weißen Bürgerwehr Black Legion aus Michigan, von der ein Drittel in Detroit gelebt habe, einem Zentrum des Ku-Klux-Klans in den 1920er Jahren.
Dennis Schwartz von Ozus’ World Movie Reviews meinte, das packende Sozialdrama entlasse den Zuschauer mit einer ernsten moralischen Botschaft über Intoleranz. Der junge Bogart mache aus seiner unsympathischen Rolle das beste. Der B-Film sei gut gespielt und seine düstere Botschaft sei auch heute noch aktuell.
Die Cinecaps Digest Wordpress schrieb, dass Bogart in diesem stürmischen Sozialdrama eine seiner stärksten Leistungen vor seinem Durchbruch geliefert habe und dass die zentrale Prämisse und Botschaft des Films auch heute noch deprimierend aktuell sei. Allerdings schadeten der Glaubwürdigkeit des Films, eine Fülle von altmodischen und kitschigen Momenten und die Geschichte ende auch viel zu sauber. Eindringlich bleibe aber die zentrale Charakterstudie eines verwirrten, wütenden Mannes, der durch heimtückischen Einfluss verführt werde und dessen Angst man ausnutze.
TV Guide gab dem Film drei von fünf möglichen Sternen und befand, dass dies ein düsterer, oft brutaler Film sei – eine starke, wirkungsvolle Parabel gegen den Ku-Klux-Klan. Bogart müsse eine unsympathische Figur darstellen und Sheridans Rolle sei undankbar.
Das Lexikon des internationalen Films schrieb über den Film: „Der bemerkenswerte Film entlarvt mit den Mitteln einer Gangstergeschichte den faschistischen Terror des berüchtigten Ku-Klux-Klan. – Sehenswert ab 16.“
Die Redaktion von Cinema meinte, Humphrey Bogart spiele in Archie L. Mayos Verfilmung tatsächlicher Vorfälle aus den 30er Jahren „einen unsympathischen Mitläufer“. Fazit: „Kraftvoller, leider immer noch aktueller Film“.

### Auszeichnungen
- 1937: Gewinner des NBR Award – Top Ten Films
- 1937: Gewinner des NBR Award – Beste schauspielerische Leistung Humphrey Bogart
- 1938 wurde Robert Lord für und mit dem Film in der Kategorie „Beste Originalgeschichte“ für den Oscar nominiert. Die Auszeichnung ging jedoch an Robert Carson und William A. Wellman und das Filmdrama Ein Stern geht auf.